# Adam Zagajewski
Adam Zagajewski, né le 21 juin 1945 à Lviv (Lwów) en Ukraine et mort le 21 mars 2021 à Cracovie, est un écrivain, poète, romancier, traducteur et essayiste polonais. En 2017, il reçoit le prix Princesse des Asturies pour l'ensemble de son œuvre,.

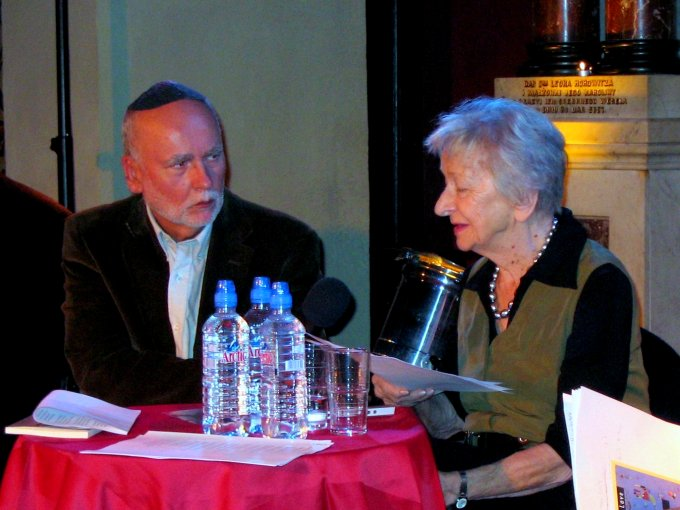
Adam Zagajewski et Wisława Szymborska

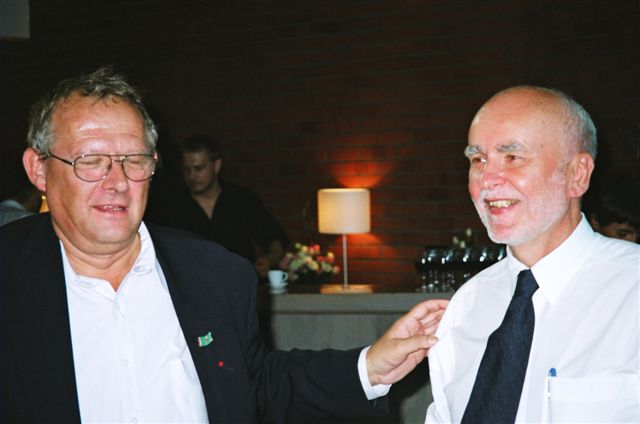
Adam Michnik et Adam Zagajewski, Centre Manggha, Cracovie, août 2004

## Biographie
Comme d'autres rapatriés des Confins polonais annexés à l'Union soviétique, sa famille s'installe, après la Seconde Guerre mondiale, en 1946, en Silésie à Gliwice, où il fait ses études secondaires. Il s'inscrit ensuite à l'université Jagellonne où il fait des études supérieures de psychologie et de philosophie. Après ses études, il enseigne la philosophie à l'École des mines et de la métallurgie de Cracovie. En 1967, il publie Music, son premier poème, dans la revue Życie Literackie. L'année suivante, il se lie au mouvement poétique de la Nouvelle vague littéraire polonaise (pl) de Cracovie.
Il appartient au groupe littéraire polonais Teraz (pl) (Maintenant).
Après la signature de la Lettre des 59 (en) en 1975 (après les accords d'Helsinki), il rejoint le 1976 le Comité de défense des ouvriers (Komitet Obrony Robotników, KOR). Il est interdit de publication par les autorités communistes. Il part alors enseigner à l'université de Houston (États-Unis).
À partir de 1982, il s'établit à Paris, mais revient habiter en permanence à Cracovie dans les années 2000. Il enseigne chaque année comme professeur invité à l'université de Chicago.
Il fait partie de la rédaction des Zeszyty Literackie (pl). Il reçoit en 1996 le prix Vilenica décerné en Slovénie et le prix Adenauer en 2002. Il est membre de l'Association des écrivains polonais. Il intervient également aux ateliers de poésie de l'université Jagellonne de Cracovie.
En 2017, il est lauréat du prix Princesse des Asturies pour l'ensemble de son œuvre

## Prix et distinctions
- 1975 : Prix littéraire de la fondation Kościelski
- 1985 : Prix Tucholsky (sv) décerné en Suède
- 1987 : Prix de la liberté décerné par le PEN club français[6]
- 1992 : Il bénéficie d'une bourse Guggenheim
- 1996 : Prix Vilenica décerné en Slovénie
- 1999 : Élu membre de l'Académie des arts de Berlin[7]
- 2002 : Prix Adenauer
- 2004 : Prix international de littérature Neustadt
- 2009 : Prix germano-polonais Samuel-Linde[8]
- 2012 : Il reçoit le titre de docteur honoris causa de l'université Jagellonne de Cracovie[9]
- 2015 : Prix Heinrich Mann décerné en Allemagne
- 2016 : Prix Jean Améry[10]
- 2016 : Lauréat du « Lifetime Recognition Award » décerné par le jury du Griffin Poetry Prize (en) (Canada)[11]
- 2016 : Chevalier de la Légion d'honneur[12]
- 2017 : Prix Princesse des Asturies pour l'ensemble de son œuvre

Il a également reçu la médaille de bronze de la croix polonaise du Mérite et la croix d'officier de l'ordre Polonia Restituta.
Son nom était évoqué régulièrement parmi les outsiders possibles pour le prix Nobel de littérature.

## Œuvre

### Poésie
- Komunikat, 1972
- Sklepy mięsne, 1975
- List. Oda do wielości, 1983 Palissade, Marronniers, Liseron, Dieu, traduction partielle de ce recueil avec des poèmes tirés de Jechać do Lwowa, par Maya Wodecka et Claude Durand, Paris, Fayard, 1989  (ISBN 978-2-213-02318-2)
- Jechać do Lwowa, 1985 Palissade, Marronniers, Liseron, Dieu, traduction partielle de ce recueil avec des poèmes tirés de List. Oda do wielości, par Maya Wodecka et Claude Durand, Paris, Fayard, 1989  (ISBN 978-2-213-02318-2)
- Płótno, 1990
- Ziemia ognista, 1994
- Trzej aniołowie 1998
- Późne święta, 1998
- Pragnienie, 1999
- Mistyka dla początkujacych, 1999
- Adam Zagajewski (trad. du polonais par Maja Wodecka et Michel Chandeigne), Mystique pour débutants, et autres poèmes, Paris, Librairie Arthème Fayard, 1999 (ISBN 2-213-60340-5).
- Powrót, 2003
- Anteny, 2005
- Niewidzialna ręka, 2009
- Wiersze wybrane, 2010
- Asymetria, 2014
- Lotnisko w Amsterdamie, 2016

### Recueils de proses et de poésies
- Ciepło, zimno, 1975
- Słuch absolutny, 1979
- Cienka kreska, 1983 Coup de crayon, traduit par Laurence Dyèvre, Paris, Fayard, 1987  (ISBN 978-2-213-01944-4)

### Essais
- Świat nie przedstawiony, 1974
- Drugi oddech, 1978
- Solidarność i samotność, 1986 Solidarité, Solitude, traduit par Laurence Dyèvre, Paris, Fayard, 1986  (ISBN 978-2-213-01788-4)
- Dwa miasta, 1991 La Trahison, traduit par Laurence Dyèvre, Paris, Fayard, 1993  (ISBN 978-2-213-03186-6)
- W cudzym pięknie, 1998 Dans une autre beauté, traduit par Laurence Dyèvre, Paris, Fayard 2000  (ISBN 978-2-213-60718-4)
- Obrona żarliwości, 2002 Éloge de la ferveur, traduit par Laurence Dyèvre, Paris, Fayard 2008  (ISBN 978-2-213-62973-5)
- Poeta rozmawia z filozofem, 2007
- Lekka przesada, 2011
- Poezja dla początkujących, 2017

### Préface
- Zbigniew Herbert, Un barbare dans le jardin (préface d'Adam Zagajewski), Paris/Monaco, Éditions du Rocher, 2000  (ISBN 978-2-268-03600-7)

### Traductions en polonais de Adam Zagajewski
- Raymond Aron, Le Spectateur engagé (en polonais : Widz i uczestnik)  (ISBN 0-902352-30-X) puis  (ISBN 83-07-02277-0)
- Mircea Eliade, Fragments d'un journal (en polonais : Religia, literatura i komunizm : dziennik emigranta)  (ISBN 978-0-907587-54-5)
- Vladimir Volkoff, Le Montage (en polonais : Montaż), Polonia, 1986,  (ISBN 0-902352-57-1), puis Klub Książki Katolickiej, 2006  (ISBN 83-88481-69-X),  (ISBN 978-83-88481-69-7)

Liste des œuvres en polonais et des traductions sur la base de données culture.pl